# Krigia virginica
Krigia virginica là một loài thực vật có hoa trong họ Cúc. Loài này được (L.) Willd. mô tả khoa học đầu tiên năm 1803.